# کروشواتس
کروشواس (به صربی: Крушевац) شهری در استان زنتراصربین کشور صربستان است که جمعیت آن در سال ۲۰۰۶ میلادی ۵۶٫۵۸۳ نفر بوده‌است.

## نگارخانه

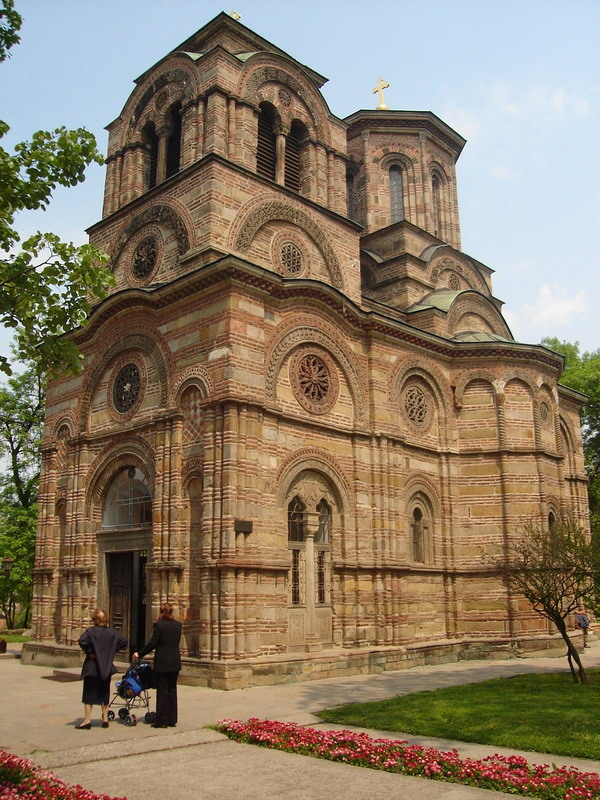
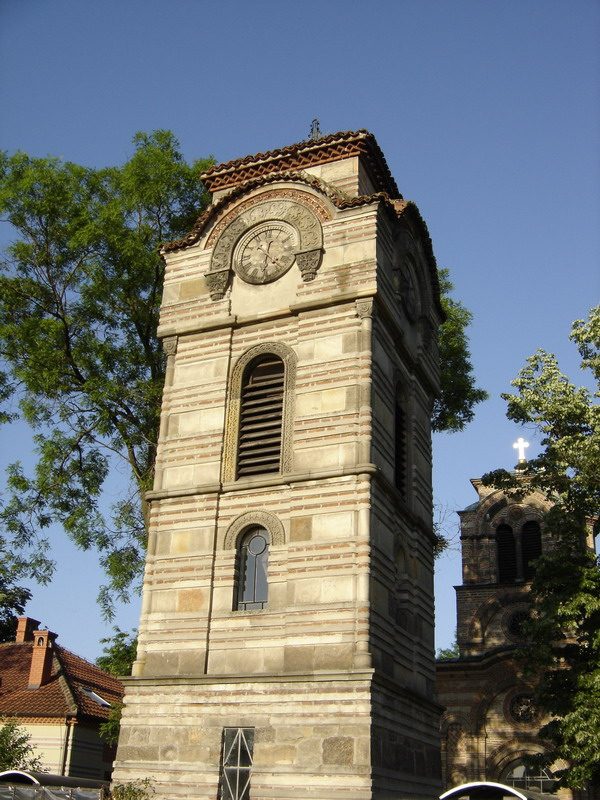
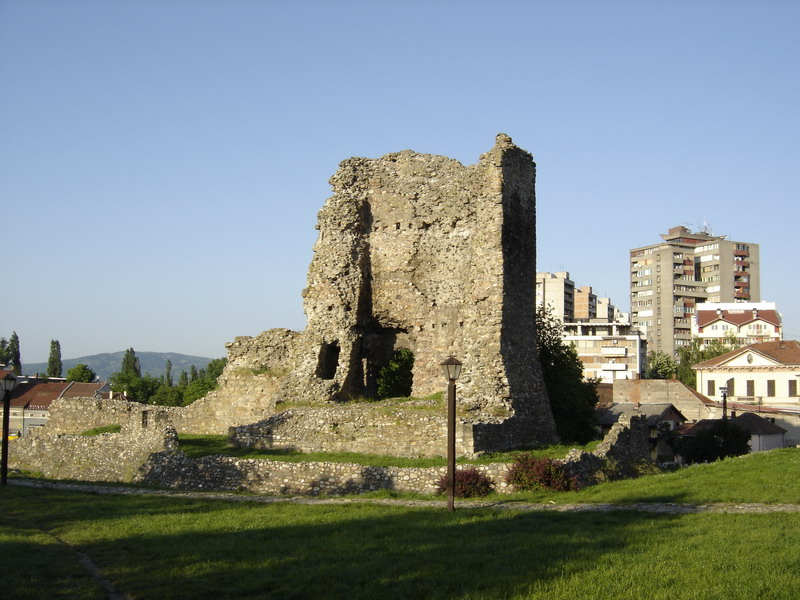
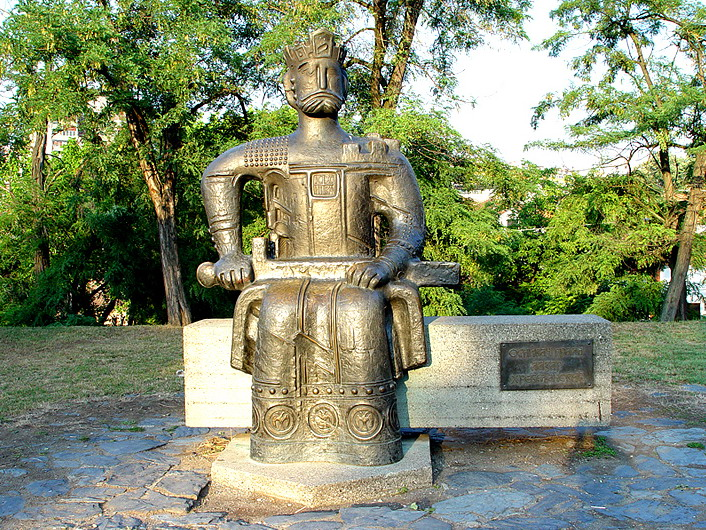
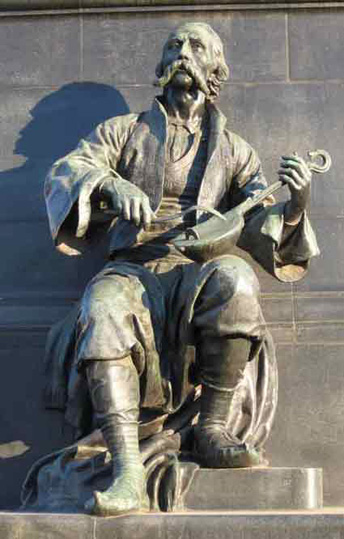
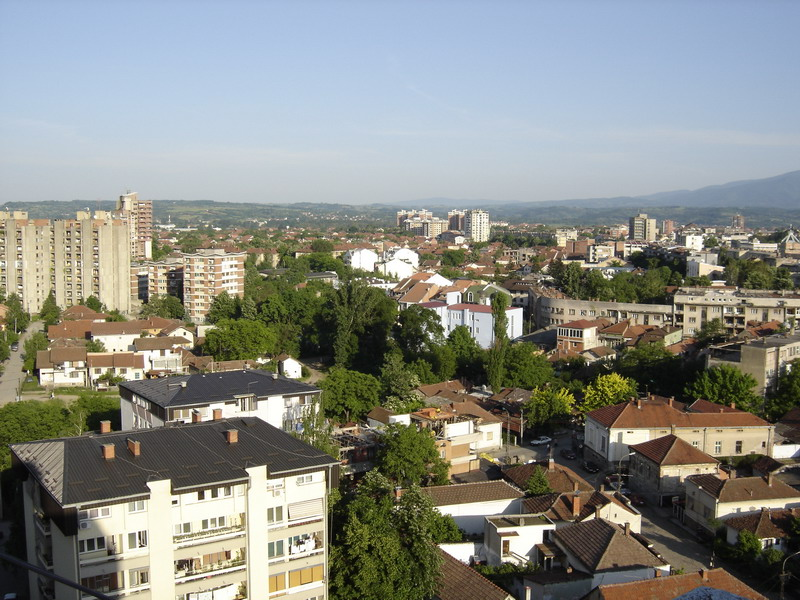

## جستارهای وابسته

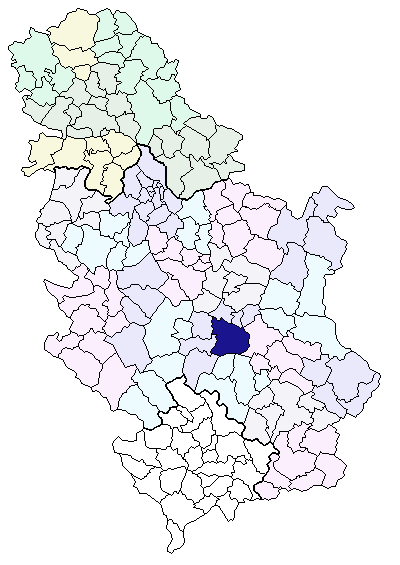